# Polyzonus obtusus
Polyzonus obtusus es una especie de escarabajo longicornio del género Polyzonus, subfamilia Cerambycinae, tribu Callichromatini. Fue descrita científicamente por Bates en 1879.
El período de vuelo ocurre en los meses de mayo, junio, julio, agosto y septiembre.

## Descripción
Mide 15-24 milímetros de longitud.

## Distribución
Se distribuye por Camboya, China, India, Laos, Birmania, Tailandia y Vietnam.